# Codornizão-africano
O codornizão-africano (Crex egregia) é uma ave gruiforme da família rallidae, que se reproduz na maior parte da África subsaariana. Ela é sazonalmente comum na maior parte da área em que habita, exceto nas florestas úmidas e nas partes com baixa pluviosidade anual. Essa espécie é uma migrante parcial, que se afasta do equador assim que a chuva providencia grama suficiente para permitir que ele se reproduza mais ao sul. Já foram reportadas raras visitas de errantes às Ilhas Atlânticas.
De tamanho pequeno, menor que seu parente mais próximo codornizão, além de contar com uma plumagem mais clara, o codornizão-africano tem as partes superiores escurecidas com manchas marrons, as inferiores de um cinza-azulado e pequenas barras preto e branco nos flancos e no abdômen. Ele possui um bico atarracado e avermelhado, olhos também vermelhos e uma linha branca de vai do bico até acima dos olhos. A espécie emite uma variedade de sons, o principal sendo uma série de rápidas e dissonantes notas krrr. Ativo durante o dia, ele é territorial tanto em seu espaço para procriação quanto no de residência; o macho pode usar uma aparência de intimidação e brigar por seus limites territoriais. Seus ninhos são criados em uma grande variedade de pradarias; o uso de áreas agrícolas com safras altas também é possível. Consiste em uma rasa estrutura feita de grama, geralmente colocada próxima a um arbusto. Os 3-11 ovos eclodem depois de cerca de quatorze dias, e as penas dos filhotes escuros e felpudos começam a aparecer após quatro ou cinco semanas. O Crex egregia se alimenta de diversos invertebrados, além de pequenos sapos e peixes, e derivados das plantas, principalmente semente de grama. Ele próprio é presa de aves de rapina, cobras e outros mamíferos, incluindo os humanos, e pode abrigar parasitas. Embora possa ser temporariamente afastada por queimadas ou de forma permanente pela agricultura, drenagem ou urbanização, sua grande população mostra que o codornizão-africano não pode ser considerada uma espécie ameaçada.

## Taxonomia
A família rallidae é composta por aproximadamente 150 espécies. Embora sua origem tenha se perdido na antiguidade, o maior número de espécies e as formas mais primitivas se encontram no Velho Mundo, o que sugere que a família tenha surgido nele. A taxonomia desses pequenos animais é complicada, mas seu parente mais próximo é o codornizão (C. crex), que se reproduz na Europa e na Ásia, porém passa seus invernos na África. O codornizão-africano foi descrito pela primeira vez por Wilhelm Peters em 1854, como Ortygometra egregia, a partir de um espécime coletado em Moçambique, mas o nome científico não se oficializou. Durante algum tempo ele foi listado como único membro do gênero Crecopsis, mas foi mais tarde movido para o Crex, criado para essas espécies pelo naturalista e ornitólogo Johann Matthäus Bechstein em 1803. Richard Bowdler Sharpe considerou que a ave africana era diferente o suficiente do codornizão para ter seu próprio gênero Crecopsis, e outros autores chegaram a listá-lo como Porzana, baseados na semelhança com o Sanã-carijó (Porzana albicollis). A classificação como Porzana não ocorreu por diferenças estruturais, portanto o Crex é o tratamento mais comum e aceito, apesar da filogenia e a morfologia confirmarem que os integrantes da família Porzana são os mais próximos dos Crex. O nome científico da família é uma onomatopeia, referindo-se ao som emitido pelo codornizão, e o nome da espécie, egregia, deriva do latim egregius, que significa "proeminente".

## Características físicas

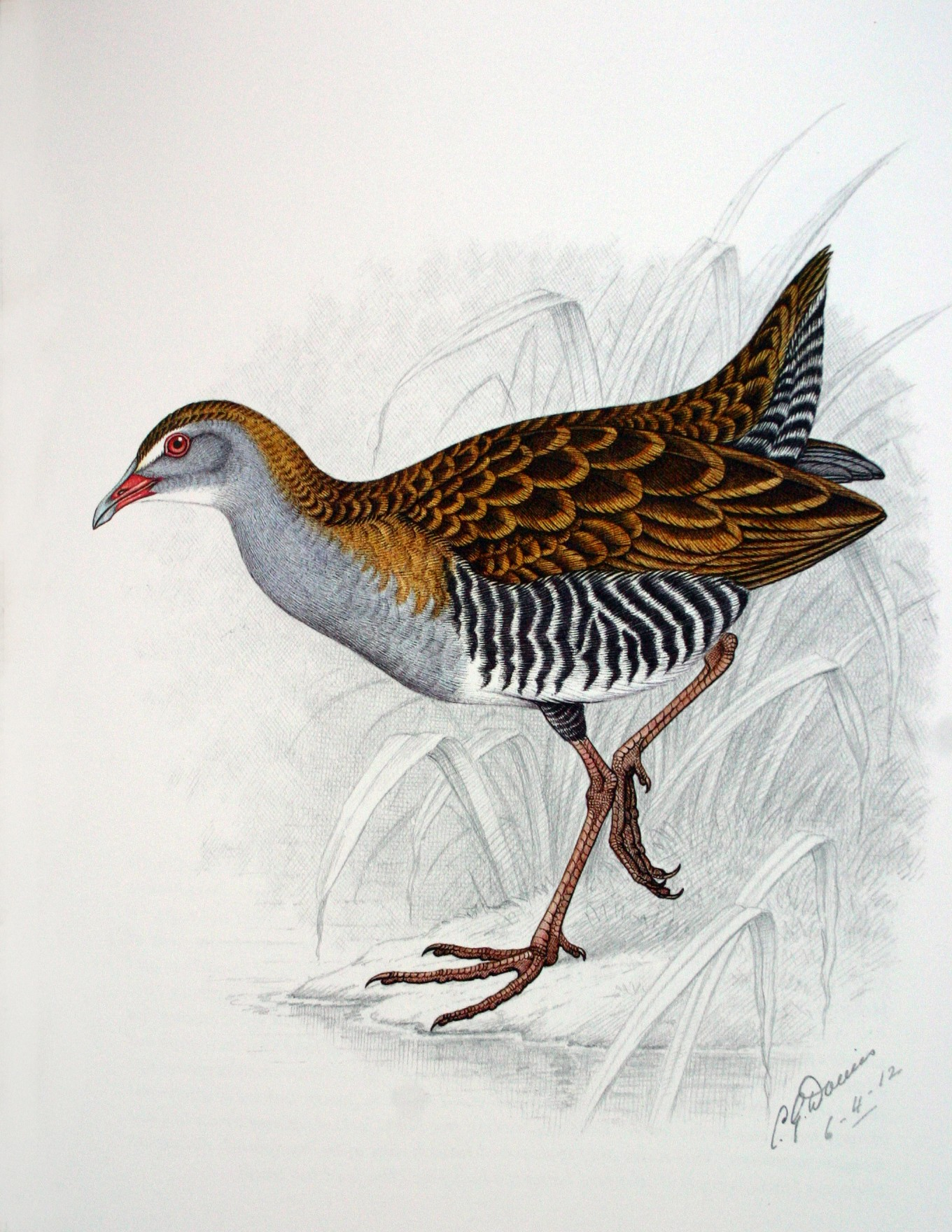
Ilustração de Claude Gibney Finch-Davies.

O codornizão-africano mede cerca de 20-23 cm, com uma envergadura de 40-42 cm. O macho tem as partes superiores negras, com listras de um marrom escuro, exceto a nuca, que é marrom claro; há uma faixa branca que vai da base do bico até acima dos olhos. Os lados da cabeça, a parte da frente do pescoço, a goela e o tórax são azuis acinzentados, as penas de voo são marrom escuro, e os flancos e os lados do abdômen são coloridos com barras preto e branco. Os olhos são vermelhos e o bico avermelhado; as patas e os pés são marrom claro ou cinza.
As aparências dos sexos são semelhantes, embora a fêmea seja ligeiramente menor e com menos contraste de cores que o macho. Os filhotes têm as partes superiores mais escuras e opacas que os adultos, além de bicos escuros, olhos verdes e partes inferiores com menos barras. Não existem variações na plumagem por questões geográficas. A ave passa por uma troca de penas completa depois de copular, principalmente devido a migração. Eles são mais largos que o parente codornizão, que também tem parte superiores mais escuras, o rosto cinza claro e um padrão diferente nas partes inferiores. Durante o voo, a espécie africana possui asas mais curtas e batidas mais profundas.

### Voz
A espécie possui uma grande variedade de vocalizações. O som territorial e de atração dos machos é composto por uma série de notas krrr dissonantes, repetidas duas ou três vezes por segundo durante diversos minutos. Ele é usado mais comumente na temporada de reprodução, em geral no início da manhã ou no fim da tarde, mas pode ocorrer antes do amanhecer ou depois do início da noite. O macho fica de pé, com o pescoço estendido, enquanto tenta atrair as fêmeas, mas também usa o som quando está atacando intrusos no chão ou em voo. Os dois sexos emitem um som alto e agudo como aviso quando ocorrem interações territoriais. Depois de iniciar as cópulas, as aves tornam-se mais quietas, mas quando acaba a temporada eles voltam a usar o som, especialmente quando há uma grande densidade de espécimes do gênero na área. Um som kraaa é associado com tentativas de intimidação de rivais e copulação; imitações dessa chamada feitas pelo homem podem atrair a ave. Os animais que saíram dos ovos há pouco tempo emitem um som wheeeez suave, enquanto os que estão um pouco mais velhos chilreiam.

## Distribuição ehabitat
A espécie ocorre em toda a África Subsaariana, do Senegal ao Quênia, e ao sul até KwaZulu-Natal, África do Sul, exceto em regiões áridas do sul e sudoeste do continente, onde a precipitação anual de verão é inferior a 300 mm. É generalizado e localmente comum na maior parte de sua área de distribuição, exceto nas florestas tropicais e nas regiões mais secas. Quase toda a população da África do Sul de cerca de 8 000 indivíduos ocorre em KwaZulu-Natal e na antiga província do Transvaal, e muitos habitats bons estão protegidos no Parque Nacional Kruger e no Parque iSimangaliso Wetland. Esta aves é considerada vagante no sul da Mauritânia, sudoeste do Níger, Lesoto, norte e leste da África do Sul, Província do Cabo e Província do Noroeste , e sul do Botswana. Mais além, é raro na Ilha Bioko (Guiné Equatorial), e houve dois registros para São Tomé e Tenerife, sendo as aves das Ilhas Canárias os primeiros registros para o Paleártico Ocidental. Restos do Holoceno do Norte da África sugerem que a espécie era mais disseminada quando o clima era mais úmido no que hoje é o Saara.
Este ralídeo é um migrante parcial, mas embora seja menos esquivo do que muitos de seus parentes, seus movimentos são complexos e pouco estudados; o mapa de distribuição é, portanto, amplamente hipotético. É principalmente um reprodutor na estação chuvosa, e muitas aves se afastam do equador assim que as chuvas fornecem cobertura de grama suficiente para permitir que se reproduzam em outro lugar. O movimento em direção ao sul ocorre principalmente de novembro a abril, o retorno ao norte começando quando as queimadas ou a seca reduzem a cobertura de grama novamente. Esta espécie está presente ao longo do ano em alguns países da África Ocidental e nas regiões equatoriais, mas mesmo nessas áreas os números variam sazonalmente devido aos movimentos locais; migração norte-sul foi observada em países como Nigéria, Senegal, Gâmbia, Costa do Marfim e Camarões. A migração ocorre à noite e envolve pequenos grupos de até oito aves; pode ser um ou dois meses após o início das chuvas antes que a vegetação esteja suficientemente alta para que as aves reprodutores cheguem. Mesmo no sul da África, algumas aves podem permanecer após a reprodução se restar habitat utilizável suficiente.
O habitat é predominantemente pastagem, variando de bordas de pântanos e pântanos sazonais a savana, pastagens secas levemente arborizadas e clareiras de florestas gramíneas. O codornizão-africano também frequenta campos de milho, arroz e algodão, terras agrícolas abandonadas e plantações de cana-de-açúcar próximas à água. Uma ampla gama de espécies de gramíneas é usada, com uma altura preferencial de 0,3 a 1 metro de altura, mas a vegetação é aceitável até 2 metros de altura. Normalmente prefere habitats de pastagem mais úmidos e mais curtos do que o "milho crake", e seus territórios de reprodução geralmente contêm ou estão próximos a matagais ou cupinzeiros. Ocorre desde o nível do mar até 2.000 metros de altitude, mas é raro nas pastagens de maior altitude. Seu habitat de pastagem é frequentemente queimado na estação seca, forçando os pássaros a se mudarem para outro lugar. Em um estudo da África Oriental, a área média ocupada por uma ave foi de 2,6 hectares durante a reprodução, e 1,97 a 2,73 hectares em outras épocas. As densidades mais altas ocorrem em pastagens exuberantes ou úmidas, como o Delta do Okavango.

## Comportamento

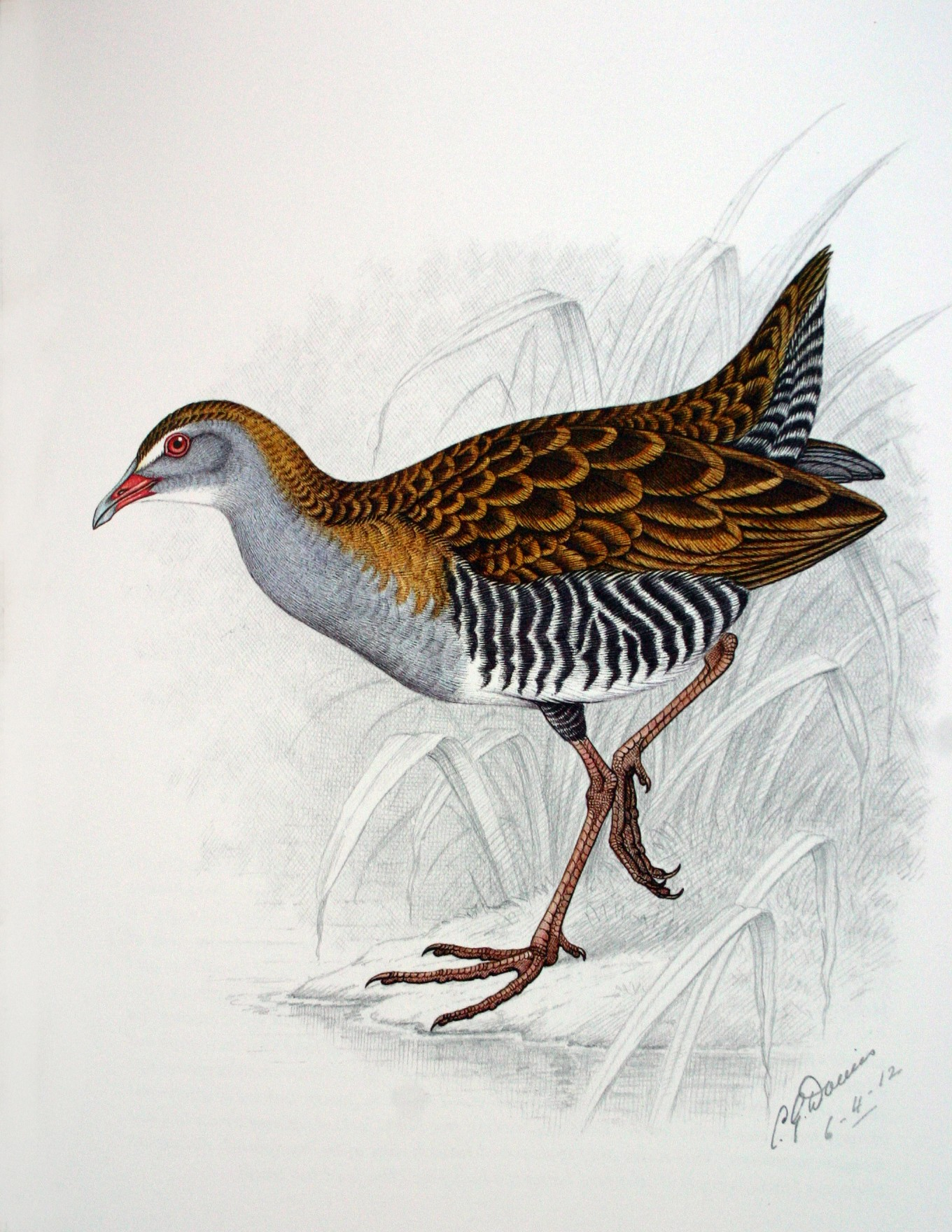
Ilustração de Claude Gibney Finch-Davies, 1912

O codornizão-africano é ativo durante o dia, especialmente ao anoitecer, durante chuvas fracas ou depois de chuvas mais fortes. É menos furtivo e mais fácil de escapar da cobertura do que outros crakes, e costuma ser visto nas bordas de estradas e trilhas. Um observador em um veículo pode se aproximar até 1 metro. Quando uma ave é descarregada normalmente voa menos de 50 metros, mas os recém-chegados podem ocasionalmente voar o dobro da distância. Um crake descarregado frequentemente pousa em uma área molhada ou atrás de um matagal e se agacha ao pousar. Na grama curta, ele pode escapar de um cão usando sua velocidade e manobrabilidade, correndo com o corpo quase na horizontal. Ele pode se empoleirar em uma depressão perto de touceira de grama e se banhar em poças.
A espécie é territorial tanto em áreas de reprodução quanto de não-reprodução; a exibição de ameaça masculina envolve o pássaro em pé e espalhando as penas dos flancos e da barriga como um leque para mostrar as partes inferiores barradas. Ele pode marchar em direção ao intruso ou caminhar lado a lado com outro homem exibicionista. A fêmea pode acompanhar o macho, mas com as penas menos abertas. Lutar nas fronteiras territoriais envolve os pássaros machos pulando uns nos outros e bicando. As fêmeas emparelhadas irão atacar outras fêmeas no território, especialmente se o macho tiver demonstrado interesse por elas.

### Reprodução
O comportamento reprodutivo começa com uma perseguição de namoro com a fêmea correndo agachada, seguida pelo macho, que adota uma postura mais ereta e tem o pescoço estendido. A fêmea pode parar e abaixar a cabeça e a cauda para permitir a cópula; isso leva apenas alguns segundos, mas pode ser repetido várias vezes em uma hora. O ninho é uma xícara rasa de folhas de grama, às vezes com uma copa solta, construída em uma depressão e escondida sob uma touceira de grama ou arbusto pequeno; pode estar em solo seco ou ligeiramente elevado acima da água parada, ou ocasionalmente flutuando. O ninho tem cerca de 20 cm de diâmetro, com o copo interno de 2–5 cm de profundidade e 11–12 cm de largura. O tamanho da embreagem é de 3 a 11 cor-de-rosa ovos; o primeiro geralmente é posto quando o ninho é pouco mais do que um pedaço de grama, e outro ovo é posto a cada dia subsequente. Ambos os sexos incubam e os ovos começam a eclodir após cerca de 14 dias; todos eclodem com 48 horas, apesar do período de postura prolongado. Os filhotes precoces pretos e felpudos logo deixam o ninho, mas são alimentados e protegidos pelos pais. A emplumação ocorre após quatro a cinco semanas e os filhotes podem voar antes de estarem totalmente crescidos. Não se sabe se uma segunda ninhada é criada.

### Alimentação
O codornizão-africano se alimenta principalmente de invertebrados, incluindo minhocas, gastrópodes, moluscos e adultos e larvas de insetos, especialmente cupins, formigas, besouros e gafanhotos. Sua dieta também inclui vertebrados, como pequenos sapos e peixes; e vegetais, especialmente sementes de grama, brotos verdes, folhas e outras sementes. A ave procura alimento tanto no interior da vegetação quanto ao ar livre, capturando insetos e sementes do solo, revirando a serrapilheira ou cavando com seu bico o solo macio ou muito seco. É capaz de perseguir presas que se movem mais rápido, se esticar para alcançar a parte comestível das plantas e arrancar alimentos da água. Culturas agrícolas como arroz, milho e ervilhas às vezes podem ser ingeridas, mas esta ave não é considerada uma praga agrícola. Ela forrageia sozinha, em pares ou em grupos familiares, às vezes em associação com outras aves de pradarias, como a narceja-real, Excalfactoria adansonii e o codornizão. Os filhotes são nutridos principalmente com alimentos de origem animal. Tal como acontece com outros ralídeos, areia é engolida para ajudar a triturar a comida no estômago.

## Predadores e parasitas
Os predadores incluem o leopardo, serval, gatos, Ardea melanocephala, Melierax metabates, Aquila spilogaster e Hieraaetus wahlbergi. Na África do Sul, os filhotes recém-nascidos podem ser predados pela cobra Dispholidus typus. Se for surpreendido, um codornizão-africano saltará verticalmente no ar antes de fugir, uma tática que o ajuda a escapar de cobras ou mamíferos terrestres.
Parasitas desta espécie incluem carrapatos da família Ixodidae, e um ácaro da pena, Metanalges elongatus, da subespécie M. e. curtus. A forma nominal do ácaro ocorre a milhares de quilômetros de distância, na Nova Caledônia.

## Conservação
A espécie tem uma vasta área de reprodução estimada em 11 milhões e 700 mil quilômetros quadrados. Sua população é desconhecida, mas é comum na maior parte de sua área de abrangência e seu número parece estar estável. Portanto, é classificado como de menor preocupação na Lista Vermelha da IUCN. O sobrepastoreio, a agricultura e a perda de pântanos e pastagens úmidas reduziram a disponibilidade de habitat adequado em muitas áreas, como algumas partes da costa sul de KwaZulu-Natal que foram urbanizadas ou convertidas em plantações de cana-de-açúcar. Em outras áreas, as pastagens podem ter aumentado localmente nos últimos anos, à medida que a floresta é desmatada. Este ralídeo é considerado uma boa ave de caça e é morto para ser vir de alimento em algumas regiões. Apesar desses fatores adversos, parece não estar sob ameaça real.
Embora a maioria dos ralídeos no Velho Mundo sejam protegidos pelo Acordo para a Conservação das Aves Aquáticas Migratórias Afro-Euroasiáticas (AEWA), o codornizão-africano não está listado nem mesmo no Quênia, onde é considerado "quase ameaçado". Como seu parente, o codornizão, é terrestre demais para ser classificado como espécie de pântano.